# Heinz Lassowsky
Heinz Lassowsky (* 29. Mai 1952 in Ampfurth) ist ein deutscher Unternehmer und ehemaliger Politiker (CDU). Er war 1990 Abgeordneter der Volkskammer der DDR.

## Leben
Lassowsky besuchte die Oberschule, absolvierte eine Lehre als Elektromechaniker mit Abitur und studierte von 1968 bis 1971 an der  TU Magdeburg mit dem Abschluss als Diplom-Lehrer für Mathematik und Physik. Von 1975 bis 1980 arbeitete er als Lehrer  an einer Oberschule in Altreetz. Er trat 1975 in die Christlich-Demokratische Union Deutschlands (CDU) ein und war von 1980 bis 1989 CDU-Kreissekretär im Kreis Beeskow. Zu Beginn der Wende in der DDR wurde er auf einer außerordentlichen Sitzung des CDU-Bezirksvorstandes Frankfurt (Oder) am 28. November 1989 vom bisherigen Bezirksvorsitzenden Werner Zachow als Nachfolger vorgeschlagen. Zum neuen CDU-Bezirksvorsitzenden wurde dann aber überraschend Herbert Schirmer und Lassowsky zum stellvertretenden Vorsitzenden gewählt.
Lassowsky wurde bei der Volkskammerwahl 1990 in die Volkskammer gewählt, der er bis zum 2. Oktober 1990 angehörte. Am 2. Oktober 1990 erlebte Heinz Lassowsky in Hamburg den Vereinigungsparteitag von CDU-West und CDU-Ost. Bei der Landtagswahl in Brandenburg im Oktober 1990 kandidierte er erfolglos. Er wurde schließlich Geschäftsführer des Wirtschaftsfördervereins Oder-Spree und 1998 Inhaber der Firma Loscon GmbH.
2013 gründete er die LOSCON Kulturstiftung für Ostbrandenburg.